# Principio di relatività
In fisica, il principio di relatività stabilisce che le leggi di una teoria fisica debbano risultare invarianti rispetto al cambiamento del sistema di riferimento.
Sono possibili solo due opzioni, tra loro alternative: quella della fisica classica o quella della teoria della relatività.

## Principio galileiano di relatività
Il principio di relatività del movimento, dipendente dal principio di inerzia, fu esposto da Galileo Galilei nel 1632 nella sua opera Dialogo sopra i due massimi sistemi del mondo. Esso stabilisce che
«Le leggi della meccanica sono invarianti per trasformazioni di Galileo in tutti i sistemi di riferimento inerziali.»
La successiva elaborazione della fisica classica contribuì poi all'integrazione del principio galileiano di relatività con ulteriori concetti, quali lo spazio assoluto e il tempo assoluto di Isaac Newton.
Dal principio di relatività del movimento discendono, in fisica classica, due conseguenze:
(Assenza di velocità limite) «Non vi è un limite superiore per le velocità degli enti fisici del sistema.»
(Simultaneità) «Se due eventi sono simultanei in un dato sistema di riferimento S, lo sono anche in tutti i sistemi di riferimento S' inerziali rispetto a quello dato.»

## Principio ristretto di relatività
Il principio ristretto di relatività stabilisce che
«Le leggi fisiche sono invarianti per trasformazioni di Lorentz  in tutti i sistemi di riferimento inerziali.»
Le trasformazioni di Lorentz si riducono alle trasformazioni di Galileo della fisica classica nel limite di basse velocità.
Ciò vincola qualsiasi legge fisica ad essere invariante, se applicata ad un corpo in moto a velocità costante o a un corpo fermo rispetto all'osservatore. Un'importante conseguenza è che un osservatore appartenente ad un sistema di riferimento inerziale non può associare una velocità assoluta o una direzione assoluta al proprio moto nello spazio, ma può solo considerare velocità e direzione relative ad altri corpi.
Tutto ciò non vale per i sistemi non inerziali, dal momento che questi ultimi non sembrano, almeno per l'esperienza quotidiana, prevedere le stesse leggi fisiche; infatti, è sufficiente pensare che esistono interazioni apparenti, che vengono percepite se si subisce un'accelerazione o una decelerazione a causa del moto non uniforme del sistema di riferimento.
Dal principio ristretto di relatività discendono, in teoria della relatività, due conseguenze:
(Velocità limite) «Vi è un limite superiore invariante (che coincide con {\displaystyle c}, la velocità della luce nel vuoto) per le velocità degli enti fisici del sistema.»
(Non simultaneità) «Se due eventi sono simultanei in un dato sistema di riferimento S, non lo sono nei sistemi di riferimento inerziali S' che si muovono con velocità {\displaystyle v\neq 0} rispetto a quello dato.»

### Relatività ristretta
Verso la fine del XIX secolo, Joseph Larmor e Hendrik Lorentz scoprirono che le equazioni di Maxwell, che rappresentano la base dell'elettromagnetismo, non erano invarianti per le trasformazioni di Galileo, ma lo erano per le trasformazioni di Lorentz. Ciò portò notevole sconcerto nella fisica, dal momento che una teoria che non rispetta le trasformazioni galileiane vìola anche la nozione di tempo e spazio assoluti. Molti fisici, compresi Larmor e Lorentz, sostituirono al principio di relatività galileiana il concetto di etere, ovvero un sistema di riferimento immobile che permetteva la propagazione delle onde elettromagnetiche.
Nel 1905 Albert Einstein, nel suo famoso articolo Sull'elettrodinamica dei corpi in movimento, assunse il principio speciale di relatività come assioma e, scartando le nozioni di etere e spazio e tempo assoluti, sostituì alle trasformazioni di Galileo quelle di Lorentz, stabilendo l'invarianza delle leggi fisiche nei sistemi di riferimento inerziali e la costanza della velocità della luce nel vuoto per qualsiasi osservatore, indipendentemente dal suo moto rispetto alla sorgente, fatto già contemplato dalle equazioni di Maxwell, che prevedevano l'invarianza della velocità della luce nel vuoto.
Poincarè individuò l'insieme di trasformazioni che lasciano inalterata la geometria dello spaziotempo di Minkowski: queste trasformazioni sono comprese nella simmetria di Poincarè, e generano un omonimo gruppo di simmetria.
Il principio ristretto di relatività si differenzia dalla teoria della relatività, che su di esso si basa, e costituisce un postulato della fisica. Se si trovasse un sistema di riferimento privilegiato, che invalidasse il principio di relatività, verrebbero compromesse le teorie fisiche che su di esso si fondano: la relatività ristretta e la relatività generale. Alcune versioni della teoria delle stringhe possono ammettere un sistema di riferimento privilegiato, ma solo in una dimensione diversa dalle quattro dello spaziotempo.

## Principio generale di relatività
Il principio generale di relatività stabilisce che:
«Le leggi fisiche sono localmente invarianti per trasformazioni di Lorentz  in tutti i sistemi di riferimento.»
Solitamente, nel caso di sistemi di riferimento non inerziali, si effettua dapprima una trasformazione di coordinate, portandosi in un sistema di riferimento inerziale; si svolgono poi i calcoli necessari e si ritorna infine, con un'altra trasformazione di coordinate, al sistema di partenza. In molte situazioni, possono essere utilizzate le stesse leggi fisiche dei sistemi inerziali tenendo conto però della presenza di interazioni apparenti: un esempio è quello di un sistema di riferimento che si muove di moto circolare uniforme, che può essere considerato un sistema inerziale se si considerano le forze apparenti, quali la forza centrifuga e la forza di Coriolis.

### Relatività generale
La teoria della relatività generale venne presentata da Albert Einstein in una serie di conferenze tenutesi all'Accademia Prussiana delle Scienze a partire dal 25 novembre 1915, dopo una lunga fase di elaborazione. Essa prevede che la covarianza di Lorentz globale presente nella teoria della relatività speciale divenga una covarianza di Lorentz locale. La materia infatti incurva lo spaziotempo e questa curvatura influenza le traiettorie dei corpi in movimento e dei raggi luminosi, che si muovono lungo le geodetiche. La relatività generale sfrutta la geometria differenziale e i tensori per descrivere la gravità come effetto della geometria dello spaziotempo. Einstein basò questa teoria sul principio generale di relatività, da cui l'aggettivo "generale" ad essa attribuito.